# کلی سانتیاگو
کلی سانتیاگو (به انگلیسی: Kellee Santiago) تهیه‌کننده، طراح بازی‌های ویدئویی، بنیانگذار و مهندس ارشد سابق استودیو مستقل دت‌گیم‌کامپانی است. او مدرک کارشناسی ارشد خود را در سال ۲۰۰۶ و در رشته هنرهای سینمایی و برنامهٔ رسانه تعاملی از دانشگاه کالیفرنیای جنوبی دریافت کرد. کلی سانتیاگو در کنار جنووا چن و تیم دانشجویان، تهیه‌کنندگی، طراح و سرپرست بازی ویدئویی مورد تقدیر قرار گرفته کلاود را بر عهده داشت. موفقیت این بازی انگیزه‌ای شد که سانتیاگو و جنووا چن استودیو «دت‌گیم‌کامپانی» را در مه ۲۰۰۶ تأسیس کردند. عناوین بعدی این استودیو شامل فلو (۲۰۰۶)، فلاور (۲۰۰۹) و آخرین بازی با نام جورنی در سال ۲۰۱۲ عرضه شده‌اند. او در مارس ۲۰۱۲ اعلام به ترک استودیو «دت‌گیم‌کامپانی» نمود و از این شرکت جدا شد. او سپس به اویا پیوست و در آنجا به عنوان مسئول روابط توسعه این کنسول مجهز به اندروید را بر عهده گرفت. به گفته سانتیاگو این کنسول چیزی را بدست آورده که سازندگان کنسول‌های دیگر هنوز به آن نرسیده‌اند.